# ヴァスダーラー
ヴァスダーラー(梵: Vasudhārā) は、サンスクリットで「富、財宝を持てる者」という意味の女性名詞であり、日本では持世菩薩とされる、仏教における富・繁栄・豊穣を象徴する菩薩。

## 概要
尊容には、左手には豊穣の象徴の稲穂や宝瓶、右手には与願印を結ぶなどの特徴がある。
日本以外の多くの仏教国では一般的で、伝説や仏教美術の題材となっている。起源はインドの菩薩であるが、民衆に親しく信仰され、南方の仏教国にも広まった。ネパールでは最も一般的に信仰され、カトマンズの谷に住むネワール人仏教徒の中に熱烈な支持者を持ち、ネワール仏教における信仰対象の中心である。ラホール・スピティでは富の女神(Shiskar Apa)とされている。
なお、名前の似た大地母神ヴァスンダラー（Vasundharā）が存在し、しばしば両尊は混同されているが、ネパール仏教の研究者で、現・種智院大学のスダン・シャキャ講師によれば全く別起源である。